# 13157 Searfoss
13157 Searfoss este un asteroid din centura principală de asteroizi.

## Descriere
13157 Searfoss este un asteroid din centura principală de asteroizi. A fost descoperit pe 15 octombrie 1995 la Kitt Peak National Observatory în cadrul proiectului Spacewatch. Asteroidul prezintă o orbită caracterizată de o semiaxă mare de 2,22 ua, o excentricitate de 0,05 și o înclinație de 3,3° în raport cu ecliptica.